# Brasil nos Jogos Pan-Americanos de 2019
O Brasil competiu nos Jogos Pan-Americanos de 2019 em Lima de 26 de julho a 11 de agosto de 2019. O Comitê Olímpico do Brasil selecionou uma equipe de 486 atletas. Esta foi a 18ª participação do país nos Jogos Pan-Americanos. Nesta edição as seleções brasileiras ausentes são as masculina e feminina de futebol, softbol, raquetebol e hóquei sobre grama, as equipes masculinas no basquete e beisebol, e entre as mulheres na pelota basca serão os únicos esportes sem representação brasileira. Em 24 de julho de 2019, a velejadora Martine Grael foi nomeada a porta-bandeira da equipe durante a cerimônia de abertura..No dia seguinte, foi anunciado que Kahena Kunze também será a porta-bandeira tendo duas mulheres.No dia 11 de agosto, a judoca Rafaela Silva foi escolhida como porta-bandeira da delegação brasileira durante a cerimônia de encerramento. A escolha se deu porque, em Lima, Rafaela se tornou a primeira brasileira campeã olímpica, mundial e pan-americana, feito alcançado um dia depois pelas velejadoras Martine Grael e Kahena Kunze, que, coincidentemente, foram as porta-bandeiras da cerimônia de abertura.

## Atletas
Abaixo está a lista do número de atletas (por gênero) participando dos jogos por esporte/disciplina.
| Esporte               | Masculino | Feminino | Total |
| --------------------- | --------- | -------- | ----- |
| Badminton             | 4         | 4        | 8     |
| Basquetebol           | 4         | 16       | 20    |
| Boliche               | 2         | 2        | 4     |
| Boxe                  | 5         | 3        | 8     |
| Canoagem              | 8         | 6        | 14    |
| Caratê                | 7         | 8        | 15    |
| Ciclismo              | 10        | 6        | 16    |
| Esgrima               | 9         | 6        | 15    |
| Esqui aquático        | 2         | 2        | 4     |
| Fisiculturismo        | 1         | 1        | 2     |
| Golfe                 | 2         | 2        | 4     |
| Handebol              | 14        | 14       | 28    |
| Hipismo               | 12        | 0        | 12    |
| Judô                  | 6         | 7        | 13    |
| Levantamento de peso  | 3         | 2        | 5     |
| Lutas                 | 4         | 5        | 9     |
| Natação artística     | —         | 9        | 9     |
| Patinação sobre rodas | 2         | 1        | 3     |
| Pelota basca          | 1         | 0        | 1     |
| Pentatlo moderno      | 2         | 3        | 5     |
| Polo aquático         | 11        | 11       | 22    |
| Remo                  | 15        | 7        | 22    |
| Rugby sevens          | 12        | 12       | 24    |
| Saltos ornamentais    | 4         | 4        | 8     |
| Squash                | 3         | 0        | 3     |
| Surfe                 | 4         | 4        | 8     |
| Taekwondo             | 4         | 4        | 8     |
| Tênis                 | 2         | 2        | 4     |
| Tênis de mesa         | 3         | 3        | 6     |
| Tiro com arco         | 4         | 4        | 8     |
| Tiro esportivo        | 11        | 10       | 21    |
| Triatlo               | 3         | 3        | 6     |
| Vela                  | 10        | 7        | 17    |
| Voleibol              | 14        | 14       | 28    |
| Total                 | 198       | 182      | 380   |

## Medalhistas
| Nome | Esporte               | Evento                        | Gênero    | Dia | Medalha |
| --- | --------------------- | ----------------------------- | --------- | --- | ------- |
| Luisa Baptista | Triatlo               | Individual                    | Feminino  | 27  | Ouro    |
| Bruna Wurts | Patinação sobre rodas | Individual                    | Feminino  | 27  | Ouro    |
| Edival Marques | Taekwondo             | -68kg                         | Masculino | 28  | Ouro    |
| Arthur Nory Arthur Zanetti Caio Souza Franciso Barretto Luis Porto | Ginástica             | Equipe                        | Masculino | 28  | Ouro    |
| Isaquias Queiroz | Canoagem              | C1 1000m                      | Masculino | 29  | Ouro    |
| Luisa Baptista Kauê Willy Manoel Messias Vittoria Lopes | Triatlo               | Revezamento                   | Misto     | 29  | Ouro    |
| Milena Titoneli | Taekwondo             | -67kg                         | Feminino  | 29  | Ouro    |
| Caio Souza | Ginástica             | Individual geral              | Masculino | 29  | Ouro    |
| Francisco Barretto | Ginástica             | Cavalo com alças              | Masculino | 30  | Ouro    |
| Fernando Reis | Levantamento de peso  | +109kg                        | Masculino | 30  | Ouro    |
| Adriana Cardoso Ana Paula Rodrigues Bárbara Arenhart Bruna de Paula Deonise Fachinello Eduarda Amorim Elaine Gomes Jaqueline Anastácio Larissa Araújo Mariana Costa Patrícia Matieli Renata Arruda Samara Vieira Tamires Araújo                       | Handebol              | Equipe                        | Feminino  | 30  | Ouro    |
| Francisco Barretto | Ginástica             | Barra fixa                    | Masculino | 31  | Ouro    |
| Lena Guimarães | Surfe                 | Corrida SUP                   | Feminino  | 02  | Ouro    |
| Ygor Coelho | Badminton             | Individual                    | Masculino | 02  | Ouro    |
| Beatriz Ferreira | Boxe                  | Peso leve (60kg)              | Feminino  | 02  | Ouro    |
| Ana Marcela Cunha | Natação               | Maratona 10km                 | Feminino  | 04  | Ouro    |
| Ana Sátila | Canoagem              | Slalom C1                     | Feminino  | 04  | Ouro    |
| Pedro Gonçalves | Canoagem              | Kayak K1                      | Masculino | 04  | Ouro    |
| Chloé Calmon | Surfe                 | Longboard                     | Feminino  | 04  | Ouro    |
| Pedro Gonçalves | Canoagem              | K1 Extremo                    | Masculino | 04  | Ouro    |
| Ana Sátila | Canoagem              | K1 Extremo                    | Feminino  | 04  | Ouro    |
| João Menezes | Tênis                 | Individual                    | Masculino | 04  | Ouro    |
| Beatriz Linhares Camila Rossi Deborah Medrado Nicole Pircio Vitoria Guerra | Ginástica             | Grupo 3 arcos + 2 maças       | Feminino  | 05  | Ouro    |
| Gustavo Tsuboi Hugo Calderano | Tênis de mesa         | Dupla                         | Masculino | 06  | Ouro    |
| João Luiz Gomes Júnior | Natação               | 100m peito                    | Masculino | 06  | Ouro    |
| Leonardo de Deus | Natação               | 200m borboleta                | Masculino | 06  | Ouro    |
| Breno Correia Bruno Fratus Marcelo Chierighini Pedro Spajari | Natação               | Revezamento 4x100m livre      | Masculino | 06  | Ouro    |
| Eduardo Menezes Marlon Zanotelli Pedro Veniss Rodrigo Lambre | Hipismo               | Saltos em equipe              | Misto     | 07  | Ouro    |
| Darlan Romani | Atletismo             | Arremesso de peso             | Masculino | 07  | Ouro    |
| Hugo Calderano | Tênis de mesa         | Individual                    | Masculino | 07  | Ouro    |
| Fernando Scheffer | Natação               | 200m livre                    | Masculino | 07  | Ouro    |
| Alison dos Santos | Atletismo             | 400m com barreiras            | Masculino | 08  | Ouro    |
| Renan Torres | Judô                  | -60kg                         | Masculino | 08  | Ouro    |
| Larissa Pimenta | Judô                  | -52kg                         | Feminino  | 08  | Ouro    |
| Marcelo Chierighini | Natação               | 100m livre                    | Masculino | 08  | Ouro    |
| Giovanna Diamante Guilherme Guido João Luiz Gomes Júnior Larissa Oliveira Jhennifer Conceição Leonardo de Deus Manuella Lyrio Vinícius Lanza | Natação               | Revezamento 4x100m medley     | Misto     | 08  | Ouro    |
| Patrícia Freitas | Vela                  | RS:X                          | Feminino  | 09  | Ouro    |
| Gabriel Borges Marco Grael | Vela                  | 49er                          | Masculino | 09  | Ouro    |
| Marlon Zanotelli | Hipismo               | Saltos individual             | Misto     | 09  | Ouro    |
| Ederson Vilela Pereira | Atletismo             | 10.000m                       | Masculino | 09  | Ouro    |
| Andressa Fidelis Lorraine Martins Vitória Cristina Rosa Rosângela Santos | Atletismo             | 4x100m                        | Feminino  | 09  | Ouro    |
| Derick Souza Jorge Vides Paulo André Rodrigo Pereira | Atletismo             | 4x100m                        | Masculino | 09  | Ouro    |
| Etiene Medeiros | Natação               | 50m livre                     | Feminino  | 09  | Ouro    |
| Bruno Fratus | Natação               | 50m livre                     | Masculino | 09  | Ouro    |
| Breno Correia Fernando Scheffer João de Lucca Luiz Altamir Melo | Natação               | Revezamento 4x200m livre      | Masculino | 09  | Ouro    |
| Kahena Kunze Martine Grael | Vela                  | 49erFX                        | Feminino  | 10  | Ouro    |
| Bruno Lobo | Vela                  | Kites                         | Masculino | 10  | Ouro    |
| Matheus Dellagnelo | Vela                  | Sunfish                       | Masculino | 10  | Ouro    |
| Altobeli da Silva | Atletismo             | 3.000m com obstáculos         | Masculino | 10  | Ouro    |
| Valéria Kumizaki | Caratê                | -55kg                         | Feminino  | 10  | Ouro    |
| Eduardo Yudi Santos | Judô                  | -81kg                         | Masculino | 10  | Ouro    |
| Guilherme Costa | Natação               | 1500m livre                   | Masculino | 10  | Ouro    |
| Aline Cezario Clarissa dos Santos Débora Fernandes Érika Cristina de Souza Isabela Lyra Izabella Frederico Lays da Silva Patrícia Teixeira Raphaella Monteiro Stephanie Soares Tainá da Paixão Tatiane Pacheco                                        | Basquetebol           | Equipe                        | Feminino  | 10  | Ouro    |
| Mayra Aguiar | Judô                  | -78kg                         | Feminino  | 11  | Ouro    |
| Vittoria Lopes | Triatlo               | Individual                    | Feminino  | 27  | Prata   |
| Manoel Messias | Triatlo               | Individual                    | Masculino | 27  | Prata   |
| Talisca Reis | Taekwondo             | -49kg                         | Feminino  | 27  | Prata   |
| Henrique Avancini | Ciclismo              | Mountain bike - Cross-country | Masculino | 28  | Prata   |
| Ícaro Miguel | Taekwondo             | -80kg                         | Masculino | 29  | Prata   |
| Arthur Nory | Ginástica             | Individual Geral              | Masculino | 29  | Prata   |
| Arthur Zanetti | Ginástica             | Argolas                       | Masculino | 30  | Prata   |
| Marcelo Suartz | Boliche               | Individual                    | Masculino | 30  | Prata   |
| Caio Souza | Ginástica             | Barras paralelas              | Masculino | 31  | Prata   |
| Arthur Nory | Ginástica             | Barra fixa                    | Masculino | 31  | Prata   |
| Keno Machado | Boxe                  | Peso meio-pesado (81kg)       | Masculino | 01  | Prata   |
| Jucielen Cerqueira | Boxe                  | Peso galo (57kg)              | Feminino  | 01  | Prata   |
| Vinnicius Martins | Surfe                 | Corrida SUP                   | Masculino | 02  | Prata   |
| Hebert Conceição | Boxe                  | Peso médio (75kg)             | Masculino | 02  | Prata   |
| Carlos Parro Marcelo Tosi Rafael Losano Ruy Fonseca | Hipismo               | CCE por equipes               | Masculino | 04  | Prata   |
| Caio Bonfim | Atletismo             | Marcha atlética 20km          | Masculino | 04  | Prata   |
| Bárbara Domingos | Ginástica             | Fita                          | Feminino  | 05  | Prata   |
| Bruna Takahashi Gustavo Tsuboi | Tênis de mesa         | Dupla                         | Misto     | 05  | Prata   |
| Altobeli da Silva | Atletismo             | 5.000m                        | Masculino | 06  | Prata   |
| Fernanda Borges | Atletismo             | Lançamento de disco           | Feminino  | 06  | Prata   |
| Fernando Scheffer | Natação               | 400m livre                    | Masculino | 06  | Prata   |
| Daynara de Paula Etiene Medeiros Larissa Oliveira Manuella Lyrio | Natação               | Revezamento 4x100m livre      | Feminino  | 06  | Prata   |
| Magno Nazaret | Ciclismo              | Contra o relógio              | Masculino | 07  | Prata   |
| Paulo André Camilo | Atletismo             | 100m                          | Masculino | 07  | Prata   |
| Breno Correia | Natação               | 200m livre                    | Masculino | 07  | Prata   |
| Breno Correia Etiene Medeiros Larissa Oliveira Marcelo Chierighini Camila Mello João de Lucca Lorrane Versiani Ferreira Pedro Spajari | Natação               | Revezamento 4x100m livre      | Misto     | 07  | Prata   |
| Guilherme Guido | Natação               | 100m costas                   | Masculino | 08  | Prata   |
| Miguel Valente | Natação               | 800m livre                    | Masculino | 08  | Prata   |
| Pau Vela Xavier Vela | Remo                  | Dois sem                      | Masculino | 09  | Prata   |
| Bruno Fontes | Vela                  | Laser Standard                | Masculino | 09  | Prata   |
| Paola Reis | Ciclismo              | BMX corrida                   | Feminino  | 09  | Prata   |
| Anderson Ezequiel de Souza Filho | Ciclismo              | BMX corrida                   | Masculino | 09  | Prata   |
| Vitória Cristina Rosa | Atletismo             | 200m                          | Feminino  | 09  | Prata   |
| Guilherme Toldo Heitor Shimbo Henrique Marques | Esgrima               | Florete em equipe             | Masculino | 09  | Prata   |
| Aline da Silva | Lutas                 | Luta livre -76kg              | Feminino  | 09  | Prata   |
| Daniel Cargnin | Judô                  | -66kg                         | Masculino | 09  | Prata   |
| Leonardo Coelho Santos | Natação               | 400m medley individual        | Masculino | 09  | Prata   |
| Cláudio Bierckark Gunnar Ficker Isabel Ficker | Vela                  | Lightning                     | Misto     | 10  | Prata   |
| Augusto Dutra de Oliveira | Atletismo             | Salto com vara                | Masculino | 10  | Prata   |
| Bruna Takahashi Caroline Kumahara Jessica Yamada | Tênis de mesa         | Equipe                        | Feminino  | 10  | Prata   |
| Caio Pumputis | Natação               | 200m medley individual        | Masculino | 10  | Prata   |
| Guilherme Guido João Luiz Gomes Júnior Marcelo Chierighini Vinícius Lanza Breno Correia Felipe Lima Leonardo de Deus Luiz Altamir Melo | Natação               | Revezamento 4x100 medley      | Masculino | 10  | Prata   |
| Hernani Veríssimo | Caratê                | -75kg                         | Masculino | 11  | Prata   |
| Marcus Vinícus D'Almeida | Tiro com arco         | Individual Recurvo            | Masculino | 11  | Prata   |
| Douglas Brose | Caratê                | -60kg                         | Masculino | 11  | Prata   |
| Gustavo Casado | Patinação sobre rodas | Individual                    | Masculino | 27  | Bronze  |
| Paulo Melo | Taekwondo             | -58kg                         | Masculino | 27  | Bronze  |
| Carolyne Pedro Flávia Saraiva Jade Barbosa Lorrane Oliveira Thais Fidelis | Ginástica             | Equipe                        | Feminino  | 27  | Bronze  |
| Jaqueline Mourão | Ciclismo              | Mountain bike - Cross-country | Feminino  | 28  | Bronze  |
| Julio Almeida | Tiro esportivo        | Pistola de ar 10 m            | Masculino | 28  | Bronze  |
| Vagner Souta | Canoagem              | K1 1000m                      | Masculino | 29  | Bronze  |
| Ana Paula Vergutz | Canoagem              | K1 500m                       | Feminino  | 29  | Bronze  |
| Flávia Saraiva | Ginástica             | Individual geral (artística)  | Feminino  | 29  | Bronze  |
| João Paulo dos Santos João Victor Marcari Oliva Leandro da Silva Pedro Tavares | Hipismo               | Adestramento por equipes      | Masculino | 29  | Bronze  |
| Maicon de Andrade | Taekwondo             | +80kg                         | Masculino | 29  | Bronze  |
| Raiany Fidelis | Taekwondo             | +67kg                         | Feminino  | 29  | Bronze  |
| Isabela Antonietto Priscila Santana | Pentatlo moderno      | Equipe                        | Feminino  | 29  | Bronze  |
| Mariana Nep | Esqui aquático        | Wakeboard                     | Feminino  | 29  | Bronze  |
| Ângela Lavalle Carolina Horta | Voleibol de praia     | Dupla                         | Feminino  | 30  | Bronze  |
| Abner Teixeira | Boxe                  | Peso-pesado (até 91kg)        | Masculino | 30  | Bronze  |
| Roberto Schmits | Tiro esportivo        | Fossa Olímpica                | Masculino | 30  | Bronze  |
| Flávia Figueiredo | Boxe                  | Peso meio-pesado (até 75kg)   | Feminino  | 30  | Bronze  |
| Flávia Saraiva | Ginástica             | Solo                          | Feminino  | 31  | Bronze  |
| Fabiana Silva Tamires Santos | Badminton             | Duplas                        | Feminino  | 01  | Bronze  |
| Fabrício Farias Francielton Farias | Badminton             | Duplas                        | Masculino | 01  | Bronze  |
| Jaqueline Lima Samia Lima | Badminton             | Duplas                        | Feminino  | 01  | Bronze  |
| Fabrício Farias Jaqueline Lima | Badminton             | Duplas                        | Misto     | 01  | Bronze  |
| Isaac Souza Kawan Pereira | Saltos ornamentais    | Plataforma 10 m sincronizado  | Masculino | 02  | Bronze  |
| Natália Gaudio | Ginástica             | Individual geral (rítmica)    | Feminino  | 03  | Bronze  |
| Beatriz Linhares Camila Rossi Deborah Medrado Nicole Pircio Vitoria Guerra | Ginástica             | Grupo geral                   | Feminino  | 03  | Bronze  |
| Carolina Meligeni Luísa Stefani | Tênis                 | Duplas                        | Feminino  | 03  | Bronze  |
| Erica Sena | Atletismo             | Marcha atlética 20km          | Feminino  | 04  | Bronze  |
| Nicole Pacelli | Surfe                 | SUP wave                      | Feminino  | 04  | Bronze  |
| Viviane Jungblut | Natação               | Maratona 10km                 | Feminino  | 04  | Bronze  |
| Victor Colonese | Natação               | Maratona 10km                 | Masculino | 01  | Bronze  |
| Felipe Borges | Canoagem              | Slalom C1                     | Masculino | 04  | Bronze  |
| Carlos Parro | Hipismo               | CCE individual                | Masculino | 04  | Bronze  |
| Beatriz Linhares Camila Rossi Deborah Medrado Nicole Pircio Vitoria Guerra | Ginástica             | Grupo 5 bolas                 | Feminino  | 04  | Bronze  |
| Aboubacar Neto Carlos Eduardo Barreto Silva Cledenilson Batista Éder Carbonera Eduardo Sobrinho Felipe Moreira Roque Henrique Honorato Lucas Lóh Matheus Bispo dos Santos Rodrigo Pimentel Souza Leão Rogério Batista de Carvalho Filho Thiago Veloso | Voleibol              | Equipe                        | Masculino | 04  | Bronze  |
| Ana Beatriz Bulcão | Esgrima               | Florete individual            | Feminino  | 05  | Bronze  |
| Bruna Takahashi Jéssica Yamada | Tênis de mesa         | Dupla                         | Feminino  | 05  | Bronze  |
| Alexandro Pozzer César de Almeida Fábio Chiuffa Felipe Borges Haniel Langaro Henrique Teixeira João Pedro da Silva Leonardo Terçariol Oswaldo Guimarães Raul Nantes Rogerio Moraes Rudolph Hackbarth Thiago Ponciano Thiagus Petrus                   | Handebol              | Equipe                        | Masculino | 05  | Bronze  |
| Luiz Altamir Melo | Natação               | 400m livre                    | Masculino | 06  | Bronze  |
| Bruna Takahashi | Tênis de mesa         | Individual                    | Feminino  | 07  | Bronze  |
| Vitória Cristina Rosa | Atletismo             | 100m                          | Feminino  | 07  | Bronze  |
| Nathalie Moellhausen | Esgrima               | Espada individual             | Feminino  | 07  | Bronze  |
| Larissa Oliveira | Natação               | 200m livre                    | Feminino  | 07  | Bronze  |
| Vinícius Lanza | Natação               | 100m borboleta                | Masculino | 07  | Bronze  |
| Leonardo de Deus | Natação               | 200m costas                   | Masculino | 07  | Bronze  |
| Lucas Verthein Uncas Tales | Remo                  | Skiff duplo                   | Masculino | 08  | Bronze  |
| Alef Fontoura Fábio José Moreira Gabriel Moraes Willian Giaretton | Remo                  | Quatro sem                    | Masculino | 08  | Bronze  |
| Giullia Penalber | Lutas                 | Livre -57kg                   | Feminino  | 08  | Bronze  |
| Larissa Oliveira | Natação               | 100m livre                    | Feminino  | 08  | Bronze  |
| Etiene Medeiros | Natação               | 100m costas                   | Feminino  | 08  | Bronze  |
| Viviane Jungblut | Natação               | 800m livre                    | Feminino  | 08  | Bronze  |
| Felipe Otheguy | Pelota basca          | Frontón manual                | Masculino | 09  | Bronze  |
| Gabriela Nicolina Samuel Albrecht | Vela                  | Nacra 17                      | Misto     | 09  | Bronze  |
| Carolaini Pereira Izabel Cristine Cardoso Sabrina Pereira | Caratê                | Kata por equipes              | Feminino  | 09  | Bronze  |
| Laís Nunes | Lutas                 | Luta livre -62kg              | Feminino  | 09  | Bronze  |
| Guilherme Silva Lucas Santos Victor Mota | Caratê                | Kata por equipes              | Masculino | 09  | Bronze  |
| Jeferson Santos Junior | Judô                  | -73kg                         | Masculino | 09  | Bronze  |
| Brandonn Almeida | Natação               | 400m medley individual        | Masculino | 09  | Bronze  |
| Aline da Silva Rodrigues Gabrielle Roncatto Larissa Oliveira Manuella Lyrio | Natação               | Revezamento 4x200m livre      | Feminino  | 09  | Bronze  |
| Ana Alice Amaral Ana Beatriz Dias Ana Julia Amaral Diana Abla Gabriela Dias Letícia Belorio Mariana Duarte Mirella Coutinho Samantha Ferreira Victória Chamorro Viviane Bahia                                                                         | Polo aquático         | Equipe                        | Feminino  | 10  | Bronze  |
| Eduardo de Deus | Atletismo             | 110m com barreiras            | masculino | 10  | Bronze  |
| Juliana Duque Rafael Martins | Vela                  | Snipe                         | Misto     | 10  | Bronze  |
| Eric Jouti Guatavo Tsuboi Hugo Calderano | Tênis de mesa         | Equipe                        | Masculino | 10  | Bronze  |
| Jéssica Linhares | Caratê                | -50kg                         | Feminino  | 10  | Bronze  |
| Aléxia Castilhos | Judô                  | -63kg                         | Feminino  | 10  | Bronze  |
| Bernardo Rocha Guilherme Almeida Gustavo Coutinho Gustavo Guimarães Logan Cabral Luís Silva Pedro Real Rafael Real Roberto Freitas Rudá Franco Slobodan Soro                                                                                          | Polo aquático         | Equipe                        | Masculino | 10  | Bronze  |
| Leonardo Coelho Santos | Natação               | 200m medley individual        | Masculino | 10  | Bronze  |
| Etiene Medeiros Giovanna Diamante Jhennifer Conceição Larissa Oliveira Daynara de Paula Fernanda de Goeij Manuella Lyrio Pamela Alencar | Natação               | Revezamento 4x100 medley      | Feminino  | 10  | Bronze  |
| Beatriz Souza | Judô                  | +78kg                         | Feminino  | 11  | Bronze  |
| David Moura | Judô                  | +100kg                        | Masculino | 11  | Bronze  |
| Vinícius Figueira | Caratê                | -67kg                         | Masculino | 11  | Bronze  |

| Esporte               | Medalha de ouro | Medalha de prata | Medalha de bronze | Total |
| Atletismo             | 6               | 6                | 4                 | 16    |
| Badminton             | 1               | 0                | 4                 | 5     |
| Basquetebol           | 1               | 0                | 0                 | 1     |
| Boliche               | 0               | 1                | 0                 | 1     |
| Boxe                  | 1               | 3                | 2                 | 6     |
| Canoagem              | 5               | 0                | 3                 | 8     |
| Caratê                | 1               | 2                | 4                 | 7     |
| Ciclismo              | 0               | 4                | 1                 | 5     |
| Esgrima               | 0               | 1                | 2                 | 3     |
| Esqui aquático        | 0               | 0                | 1                 | 1     |
| Ginástica             | 5               | 5                | 6                 | 16    |
| Handebol              | 1               | 0                | 1                 | 2     |
| Hipismo               | 2               | 1                | 2                 | 5     |
| Judô                  | 4               | 1                | 4                 | 9     |
| Levantamento de peso  | 1               | 0                | 0                 | 1     |
| Lutas                 | 0               | 1                | 2                 | 3     |
| Natação               | 11              | 9                | 12                | 32    |
| Patinação sobre rodas | 1               | 0                | 1                 | 2     |
| Pelota basca          | 0               | 0                | 1                 | 1     |
| Pentatlo moderno      | 0               | 0                | 1                 | 1     |
| Polo aquático         | 0               | 0                | 2                 | 2     |
| Remo                  | 0               | 1                | 2                 | 3     |
| Saltos ornamentais    | 0               | 0                | 1                 | 1     |
| Surfe                 | 2               | 1                | 1                 | 4     |
| Taekwondo             | 2               | 2                | 3                 | 7     |
| Tênis                 | 1               | 0                | 1                 | 2     |
| Tênis de mesa         | 2               | 2                | 3                 | 7     |
| Tiro com arco         | 0               | 1                | 0                 | 1     |
| Tiro esportivo        | 0               | 0                | 2                 | 2     |
| Triatlo               | 2               | 2                | 0                 | 4     |
| Vela                  | 5               | 2                | 2                 | 9     |
| Voleibol              | 0               | 0                | 1                 | 1     |
| Voleibol de praia     | 0               | 0                | 1                 | 1     |
| Total                 | 54              | 45               | 70                | 169   |

## Badminton
O Brasil classificou uma equipe completa de oito jogadores de badminton.
| Atleta                             | Evento               | Primeira rodada        | Segunda rodada                                   | Oitavas de final                               | Quartas de final                               | Semifinais                                     | Final                  | Posição           |
| Atleta                             | Evento               | Adversário e resultado | Adversário e resultado                           | Adversário e resultado                         | Adversário e resultado                         | Adversário e resultado                         | Adversário e resultado | Posição           |
| ---------------------------------- | -------------------- | ---------------------- | ------------------------------------------------ | ---------------------------------------------- | ---------------------------------------------- | ---------------------------------------------- | ---------------------- | ----------------- |
| Ygor Coelho                        | Individual masculino | Bye                    | ESA Uriel Canjura V 2-0                          | CUB Leodannis Martínez V 2-0                   | USA Timothy Lam V 2-0                          | CAN Jason Ho-Shue V 2-1                        | CAN Brian Yang V 2-0   | Medalha de ouro   |
| Francielton Farias                 | Individual masculino | Bye                    | CUB Roberto Carlos Herrera V 2-1                 | CAN Jason Ho-Shue D 0-2                        | Não avançou                                    | Não avançou                                    | Não avançou            | 9º                |
| Artur Pomoceno                     | Individual masculino | Bye                    | MEX Luis Montoya D 0-2                           | Não avançou                                    | Não avançou                                    | Não avançou                                    | Não avançou            | 17º               |
| Francielton Farias Fabrício Farias | Duplas masculinas    | n/a                    | n/a                                              | PER Jose Guevara, PER Daniel La V 2-1          | GUA Jonathan Solis, GUA Rodolfo Ramirez V 2-1  | USA Ryan Chew, USA Phillip Chew D 1-2          | Não avançou            | Medalha de bronze |
| Fabiana Silva                      | Simples feminino     | Bye                    | MEX Sabrina Solis V 2-0                          | PER Ines Castilho V 2-0                        | GUA Nikte Sotomayor D 1-2                      | Não avançou                                    | Não avançou            | 5º                |
| Jaqueline Lima                     | Simples feminino     | Bye                    | CUB Yeily Ortíz V 2-0                            | MEX Haramara Gaitan D 0-2                      | Não avançou                                    | Não avançou                                    | Não avançou            | 9º                |
| Sâmia Lima                         | Simples feminino     | Bye                    | CAN Rachel Honderich D 0-2                       | Não avançou                                    | Não avançou                                    | Não avançou                                    | Não avançou            | 17º               |
| Jaqueline Lima Sâmia Lima          | Duplas femininas     | n/a                    | n/a                                              | DOM Nairoby Jimenez, DOM Bermary Polanco V 2-1 | PER Danica Nishimura, PER Daniela Macias V 2-1 | USA Jamie Hsu, USA Kuei Chen D 1-2             | Não avançou            | Medalha de bronze |
| Fabiana Silva Tamires Santos       | Duplas femininas     | n/a                    | n/a                                              | GUA Nikte Sotomayor, GUA Diana Corleto V 2-1   | CHI Constanza Naranjo, CHI Ashley Montre V 2-0 | CAN Rachel Honderich, CAN Kristen Tsai D 0-2   | Não avançou            | Medalha de bronze |
| Fabrício Farias Jaqueline Lima     | Duplas mistas        | n/a                    | Bye                                              | CUB Yeily Ortíz, CUB Leodannis Martínez V 2-0  | DOM Nelson Javier, DOM Nairoby Jimenez V 2-0   | CAN Joshua Hurlburt-Yu, CAN Josephine Wu D 1-2 | Não avançou            | Medalha de bronze |
| Artur Pomoceno Fabiana Silva       | Duplas mistas        | n/a                    | JAM Samuel Ricketts, JAM Tahlia Richardson V 2-0 | CAN Kristen Tsai, CAN Nyl Yakura D 0-2         | Não avançou                                    | Não avançou                                    | Não avançou            | 9º                |

## Basquetebol

### 5x5
Sumário
| Equipe          | Evento   | Fase preiminar       | Fase preiminar       | Fase preiminar       | Fase preiminar | Semifinal            | Final / MB / Po.         | Final / MB / Po. |
| Equipe          | Evento   | Adversário Resultado | Adversário Resultado | Adversário Resultado | Posição        | Adversário Resultado | Adversário Resultado     | Posição          |
| --------------- | -------- | -------------------- | -------------------- | -------------------- | -------------- | -------------------- | ------------------------ | ---------------- |
| Canadá feminino | Feminino | Canadá · V 79–71     | Porto Rico · V 64–58 | Paraguai · V 81–37   | 1º Q           | Colômbia · V 62–48   | Estados Unidos · V 79–73 | Medalha de ouro  |

#### Feminino
Grupo A
| Equipe         | J | V | D | PF  | PC  | Dif | Pts |
| -------------- | - | - | - | --- | --- | --- | --- |
| BRA Brasil     | 3 | 3 | 0 | 224 | 166 | +58 | 6   |
| PUR Porto Rico | 3 | 2 | 1 | 221 | 200 | +21 | 5   |
| CAN Canadá     | 3 | 1 | 2 | 224 | 215 | +9  | 4   |
| PAR Paraguai   | 3 | 0 | 3 | 174 | 262 | –88 | 3   |

| 6 de agosto 13:30 | Relatório | Canadá                                        | 71–79 | Brasil |  | Coliseo Eduardo Dibós, Lima · Árbitros: · |  |
| 6 de agosto 13:30 | Relatório | Placar por quarto: 21–24, 19–16, 12–19, 19–20 |       |        |  | Coliseo Eduardo Dibós, Lima · Árbitros: · |  |

| 7 de agosto 21:00 | Relatório | Brasil                                       | 64–58 | Porto Rico |  | Coliseo Eduardo Dibós, Lima · Árbitros: · |  |
| 7 de agosto 21:00 | Relatório | Placar por quarto: 13–14, 19–17, 19–9, 13–18 |       |            |  | Coliseo Eduardo Dibós, Lima · Árbitros: · |  |

| 8 de agosto 18:00 | Relatório | Paraguai                                     | 37–81 | Brasil |  | Coliseo Eduardo Dibós · Público: Lima · Árbitros: · |  |
| 8 de agosto 18:00 | Relatório | Placar por quarto: 10–21, 12–14, 5–21, 10–25 |       |        |  | Coliseo Eduardo Dibós · Público: Lima · Árbitros: · |  |

Semifinal
| 9 de agosto 18:00 | Relatório | Brasil                                           | 62–48 | Colômbia                                    |  | Coliseo Eduardo Dibós, Lima Árbitros: PUR Luis Vázquez USA Steven Anderson ARG Leonardo Zalazar |  |
| 9 de agosto 18:00 | Relatório | Placar por quarto: 13–17, 16–4, 20–14, 13–13     |       |                                             |  | Coliseo Eduardo Dibós, Lima Árbitros: PUR Luis Vázquez USA Steven Anderson ARG Leonardo Zalazar |  |
| 9 de agosto 18:00 | Relatório | Pts: Clarissa 18 Rbts: Clarissa 13 Asts: Érika 4 |       | Pts: Muñoz 9 Rbts: Mosquera 7 Asts: Arias 2 |  | Coliseo Eduardo Dibós, Lima Árbitros: PUR Luis Vázquez USA Steven Anderson ARG Leonardo Zalazar |  |

Disputa pelo ouro
| 10 de agosto 21:00 | Relatório | Brasil                                        | 79–73 | Estados Unidos                                                |  | Coliseo Eduardo Dibós, Lima Árbitros: ARG Leandro Lezcano PAN Julio Anaya VEN Daniel García |  |
| 10 de agosto 21:00 | Relatório | Placar por quarto: 20–22, 19–16, 16–15, 24–20 |       |                                                               |  | Coliseo Eduardo Dibós, Lima Árbitros: ARG Leandro Lezcano PAN Julio Anaya VEN Daniel García |  |
| 10 de agosto 21:00 | Relatório | Pts: Tainá 24 Rbts: Tainá 7 Asts: Tainá 3     |       | Pts: Carter, Mompremier 16 Rbts: Mompremier 12 Asts: Harris 5 |  | Coliseo Eduardo Dibós, Lima Árbitros: ARG Leandro Lezcano PAN Julio Anaya VEN Daniel García |  |

### 3x3
Sumário
| Equipe           | Evento    | Fase preliminar                | Fase preliminar          | Fase preliminar         | Fase preliminar      | Fase preliminar      | Fase preliminar | Semifinal                | Final / MB / Po.               | Final / MB / Po. |
| Equipe           | Evento    | Adversário Resultado           | Adversário Resultado     | Adversário Resultado    | Adversário Resultado | Adversário Resultado | Posição         | Adversário Resultado     | Adversário Resultado           | Posição          |
| ---------------- | --------- | ------------------------------ | ------------------------ | ----------------------- | -------------------- | -------------------- | --------------- | ------------------------ | ------------------------------ | ---------------- |
| Brasil masculino | Masculino | República Dominicana · V 22–13 | Estados Unidos · V 20–19 | Venezuela · D 20–22     | Porto Rico · D 18–21 | Argentina · V 21–16  | 3º Q            | Estados Unidos · D 12–21 | República Dominicana · V 17–19 | 4º               |
| Brasil feminino  | Feminino  | República Dominicana · D 14–16 | Venezuela · V 22–20      | Estados Unidos · D 7–21 | Argentina · D 13–16  | Uruguai · V 20–16    | 4º Q            | Estados Unidos · D 5–21  | República Dominicana · D 15–20 | 4º               |

#### Masculino
Fase preliminar
Grupo A
|  | Equipes classificadas à fase final          |
|  | Equipes classificadas à disputa de 5º lugar |

Todas as partidas seguem o fuso horário local (UTC-5).
| Equipe                   | J | V | D | PF  | PC  | Dif | Pts |
| ------------------------ | - | - | - | --- | --- | --- | --- |
| PRI Porto Rico           | 5 | 5 | 0 | 104 | 70  | +34 | 10  |
| BRA Brasil               | 5 | 3 | 2 | 101 | 91  | +10 | 8   |
| USA Estados Unidos       | 5 | 2 | 3 | 99  | 89  | +10 | 7   |
| DOM República Dominicana | 5 | 2 | 3 | 81  | 98  | -17 | 7   |
| VEN Venezuela            | 5 | 2 | 3 | 85  | 104 | -19 | 7   |
| ARG Argentina            | 5 | 1 | 4 | 86  | 104 | -18 | 6   |

| 27 de julho 16:30 | Relatório | Brasil             | 22–13 | República Dominicana |  | Coliseo Eduardo Dibós, Lima Árbitros: Sonia Maldonado (PUR) / Glenn Tuitt (USA) |  |
| 27 de julho 16:30 | Relatório | Pts: Weihermann 11 |       | Pts: Beato 10        |  | Coliseo Eduardo Dibós, Lima Árbitros: Sonia Maldonado (PUR) / Glenn Tuitt (USA) |  |

| 27 de julho 20:00 | Relatório | Brasil          | 20–19 | Estados Unidos |  | Coliseo Eduardo Dibós, Lima Árbitros: Sonia Maldonado (PUR) / Gonzalo Paz (URU) |  |
| 27 de julho 20:00 | Relatório | Pts: De Mello 9 |       | Pts: Jones 7   |  | Coliseo Eduardo Dibós, Lima Árbitros: Sonia Maldonado (PUR) / Gonzalo Paz (URU) |  |

| 28 de julho 14:30 | Relatório | Brasil            | 20–22 | Venezuela       |  | Coliseo Eduardo Dibós, Lima Árbitros: Ángel Martínez (PUR) / Glenn Tuitt (USA) |  |
| 28 de julho 14:30 | Relatório | Pts: Froehlich 10 |       | Pts: Carrera 14 |  | Coliseo Eduardo Dibós, Lima Árbitros: Ángel Martínez (PUR) / Glenn Tuitt (USA) |  |

| 28 de julho 18:30 | Relatório | Brasil            | 18–21 | Porto Rico     |  | Coliseo Eduardo Dibós, Lima Árbitros: Kayla Herdman (CAN) / Glenn Tuitt (USA) |  |
| 28 de julho 18:30 | Relatório | Pts: De Camargo 6 |       | Pts: Matías 13 |  | Coliseo Eduardo Dibós, Lima Árbitros: Kayla Herdman (CAN) / Glenn Tuitt (USA) |  |

| 28 de julho 21:00 | Relatório | Argentina     | 16–21 | Brasil            |  | Coliseo Eduardo Dibós, Lima Árbitros: Kayla Herdman (CAN) / Gonzalo Paz (URU) |  |
| 28 de julho 21:00 | Relatório | Pts: Ruesga 7 |       | Pts: Weihermann 9 |  | Coliseo Eduardo Dibós, Lima Árbitros: Kayla Herdman (CAN) / Gonzalo Paz (URU) |  |

Semifinal
| 29 de julho 10:30 | Relatório | Brasil           | 12–21 | Estados Unidos |  | Coliseo Eduardo Dibós, Lima Árbitros: Ángel Martínez (PUR) / Gonzalo Paz (URU) |  |
| 29 de julho 10:30 | Relatório | Pts: Froehlich 6 |       | Pts: Octeus 8  |  | Coliseo Eduardo Dibós, Lima Árbitros: Ángel Martínez (PUR) / Gonzalo Paz (URU) |  |

Disputa pelo bronze
| 29 de julho 12:30 | Relatório | República Dominicana   | 19–17 | Brasil           |  | Coliseo Eduardo Dibós, Lima Árbitros: Ángel Martínez (PUR) / Glenn Tuitt (USA) |  |
| 29 de julho 12:30 | Relatório | Pts: Piantini, Núñez 7 |       | Pts: Froehlich 8 |  | Coliseo Eduardo Dibós, Lima Árbitros: Ángel Martínez (PUR) / Glenn Tuitt (USA) |  |

#### Feminino
Fase preliminar
Grupo A
|  | Equipes classificadas à fase final          |
|  | Equipes classificadas à disputa de 5º lugar |

Todas as partidas seguem o fuso horário local (UTC-5).
| Equipe               | J | V | D | PP  | PC | SP  | Pontos |
| -------------------- | - | - | - | --- | -- | --- | ------ |
| Estados Unidos       | 5 | 5 | 0 | 102 | 48 | +54 | 10     |
| Argentina            | 5 | 4 | 1 | 76  | 68 | +8  | 8      |
| República Dominicana | 5 | 3 | 2 | 68  | 73 | –5  | 6      |
| Brasil               | 5 | 2 | 3 | 76  | 89 | –13 | 4      |
| Venezuela            | 5 | 1 | 4 | 72  | 80 | –8  | 2      |
| Uruguai              | 5 | 0 | 5 | 55  | 91 | –36 | 0      |

| 27 de julho 14:30 | Relatório | Brasil                  | 14–16 | República Dominicana |  | Coliseo Eduardo Dibós, Lima Árbitros: Sonia Maldonado / Ángel Martínez (PUR) |  |
| 27 de julho 14:30 | Relatório | Pts: Mariano, Mineiro 5 |       | Pts: Hernández 9     |  | Coliseo Eduardo Dibós, Lima Árbitros: Sonia Maldonado / Ángel Martínez (PUR) |  |

| 27 de julho 18:30 | Relatório | Brasil         | 22–20 | Venezuela      |  | Coliseo Eduardo Dibós, Lima Árbitros: Ángel Martínez (PUR) / Glenn Tuitt (USA) |  |
| 27 de julho 18:30 | Relatório | Pts: Mariano 8 |       | Pts: Wallen 10 |  | Coliseo Eduardo Dibós, Lima Árbitros: Ángel Martínez (PUR) / Glenn Tuitt (USA) |  |

| 27 de julho 21:00 | Relatório | Estados Unidos | 21–7 | Brasil         |  | Coliseo Eduardo Dibós, Lima Árbitros: Ángel Martínez (PUR) / Gonzalo Paz (URU) |  |
| 27 de julho 21:00 | Relatório | Pts: Hebard 10 |      | Pts: Mineiro 3 |  | Coliseo Eduardo Dibós, Lima Árbitros: Ángel Martínez (PUR) / Gonzalo Paz (URU) |  |

| 28 de julho 16:30 | Relatório | Brasil                | 13–16 | Argentina          |  | Coliseo Eduardo Dibós, Lima Árbitros: Kayla Herdman (CAN) / Ángel Martínez (PUR) |  |
| 28 de julho 16:30 | Relatório | Pts: Silva, Mineiro 4 |       | Pts: 4 jogadores 4 |  | Coliseo Eduardo Dibós, Lima Árbitros: Kayla Herdman (CAN) / Ángel Martínez (PUR) |  |

| 28 de julho 20:00 | Report | Uruguai        | 16–20 | Brasil       |  | Coliseo Eduardo Dibos Árbitros: Sonia Maldonado (PUR) / Ángel Martínez (PUR) |  |
| 28 de julho 20:00 | Report | Pts: Gayoso 10 |       | Pts: Silva 7 |  | Coliseo Eduardo Dibos Árbitros: Sonia Maldonado (PUR) / Ángel Martínez (PUR) |  |

Semifinal
| 29 de julho 9:00 | Relatório | Estados Unidos | 21–5 | Brasil         |  | Coliseo Eduardo Dibós, Lima Árbitros: Kayla Herdman (CAN) / Sonia Maldonado (CAN) |  |
| 29 de julho 9:00 | Relatório | Pts: Ionescu 9 |      | Pts: Mariano 2 |  | Coliseo Eduardo Dibós, Lima Árbitros: Kayla Herdman (CAN) / Sonia Maldonado (CAN) |  |

Disputa pelo bronze
| 29 de julho 12:00 | Relatório | Brasil                | 15–20 | República Dominicana |  | Coliseo Eduardo Dibós, Lima Árbitros: Kayla Herdman (CAN) / Sonia Maldonado (PUR) |  |
| 29 de julho 12:00 | Relatório | Pts: Três jogadores 4 |       | Pts: Reynoso 8       |  | Coliseo Eduardo Dibós, Lima Árbitros: Kayla Herdman (CAN) / Sonia Maldonado (PUR) |  |

## Boliche
O Brasil classificou uma equipe completa de quatro atletas (dois homens e duas mulheres).
| Atleta                                              | Evento               | Classificação / Final | Classificação / Final | Classificação / Final | Classificação / Final | Classificação / Final | Classificação / Final | Classificação / Final | Classificação / Final | Classificação / Final | Classificação / Final | Classificação / Final | Classificação / Final | Classificação / Final | Classificação / Final | Eliminatórias | Eliminatórias | Eliminatórias | Eliminatórias | Eliminatórias | Eliminatórias | Eliminatórias | Eliminatórias | Eliminatórias | Eliminatórias | Eliminatórias | Semifinal             | Final                | Final            |
| Atleta                                              | Evento               | Bloco 1               | Bloco 1               | Bloco 1               | Bloco 1               | Bloco 1               | Bloco 1               | Bloco 2               | Bloco 2               | Bloco 2               | Bloco 2               | Bloco 2               | Bloco 2               | Bloco 2               | Posição               | Eliminatórias | Eliminatórias | Eliminatórias | Eliminatórias | Eliminatórias | Eliminatórias | Eliminatórias | Eliminatórias | Eliminatórias | Eliminatórias | Eliminatórias | Semifinal             | Final                | Final            |
| Atleta                                              | Evento               | 1                     | 2                     | 3                     | 4                     | 5                     | 6                     | 7                     | 8                     | 9                     | 10                    | 11                    | 12                    | Total                 | Posição               | 1             | 2             | 3             | 4             | 5             | 6             | 7             | 8             | Total         | Grande total  | Posição       | Adversário Resultado  | Adversário Resultado | Posição          |
| --------------------------------------------------- | -------------------- | --------------------- | --------------------- | --------------------- | --------------------- | --------------------- | --------------------- | --------------------- | --------------------- | --------------------- | --------------------- | --------------------- | --------------------- | --------------------- | --------------------- | ------------- | ------------- | ------------- | ------------- | ------------- | ------------- | ------------- | ------------- | ------------- | ------------- | ------------- | --------------------- | -------------------- | ---------------- |
| Bruno Soares Costa                                  | Individual masculino | 225                   | 215                   | 178                   | 200                   | 154                   | 255                   | 191                   | 246                   | 234                   | 226                   | 234                   | 245                   | 2603                  | 16º                   | Não avançou   | Não avançou   | Não avançou   | Não avançou   | Não avançou   | Não avançou   | Não avançou   | Não avançou   | Não avançou   | Não avançou   | Não avançou   | Não avançou           | Não avançou          | Não avançou      |
| Marcelo Suartz                                      | Individual masculino | 279                   | 220                   | 246                   | 236                   | 184                   | 216                   | 159                   | 300                   | 214                   | 240                   | 247                   | 231                   | 2772                  | 5º Q                  | 211           | 279           | 214           | 233           | 233           | 209           | 177           | 241           | 1857          | 4629          | 3º Q          | Perez (PUR) V 234–213 | Pate (USA) D 189–190 | Medalha de prata |
| Bruno Soares Costa Marcelo Suartz                   | Duplas masculinas    | 463                   | 343                   | 411                   | 357                   | 383                   | 402                   | 360                   | 424                   | 434                   | 483                   | 406                   | 417                   | 4883                  | 13º                   | —             | —             | —             | —             | —             | —             | —             | —             | —             | —             | —             | —                     | —                    | —                |
| Stephanie Migliore Dubbio                           | Individual feminino  | 184                   | 175                   | 215                   | 153                   | 171                   | 212                   | 232                   | 217                   | 171                   | 227                   | 224                   | 224                   | 2405                  | 14º                   | Não avançou   | Não avançou   | Não avançou   | Não avançou   | Não avançou   | Não avançou   | Não avançou   | Não avançou   | Não avançou   | Não avançou   | Não avançou   | Não avançou           | Não avançou          | Não avançou      |
| Roberta Camargo Rodrigues                           | Individual feminino  | 205                   | 211                   | 189                   | 197                   | 202                   | 211                   | 178                   | 197                   | 154                   | 257                   | 190                   | 213                   | 2404                  | 15º                   | Não avançou   | Não avançou   | Não avançou   | Não avançou   | Não avançou   | Não avançou   | Não avançou   | Não avançou   | Não avançou   | Não avançou   | Não avançou   | Não avançou           | Não avançou          | Não avançou      |
| Stephanie Migliore Dubbio Roberta Camargo Rodrigues | Duplas femininas     | 444                   | 369                   | 370                   | 340                   | 423                   | 317                   | 359                   | 447                   | 362                   | 340                   | 409                   | 448                   | 4628                  | 11º                   | —             | —             | —             | —             | —             | —             | —             | —             | —             | —             | —             | —                     | —                    | —                |

## Boxe
O Brasil classificou oito boxeadores (cinco homens e três mulheres).
Masculino
| Atleta                    | Evento | Quartas-de-final                   | Semifinal                          | Final                           | Final             |
| Atleta                    | Evento | Adversário Resultado               | Adversário Resultado               | Adversário Resultado            | Posição           |
| ------------------------- | ------ | ---------------------------------- | ---------------------------------- | ------------------------------- | ----------------- |
| Ronaldo Bezerra da Silva  | –49 kg | Kevin Adonis Arias (NCA) D 2–3     | Não avançou                        | Não avançou                     | Não avançou       |
| Hebert Wilian Sousa       | –75 kg | Francisco Daniel Veron (ARG) V 3–2 | Troy Isley (USA) V 4–1             | Arlen Lopez Cardona (CUB) D 0–5 | Medalha de prata  |
| Keno Marley               | –81 kg | David O'Reilly (CAN) V 5 –0        | Rogelio Romero Torres (MEX) V 5 –0 | Julio César La Cruz (CUB) D 0–5 | Medalha de prata  |
| Abner Teixeira            | -91 kg | Joaquin Berroa Lugo (DOM) V 5–0    | Erislandy Savón (CUB) D 2–3        | Não avançou                     | Medalha de bronze |
| Cosme Henrique Nascimento | +91 kg | Dainier Christi Jústiz (CUB) D 0–5 | Não avançou                        | Não avançou                     | Não avançou       |

Feminino
| Atleta            | Evento | Quartas-de-final                       | Semifinal                   | Final                       | Final             |
| Atleta            | Evento | Adversário Resultado                   | Adversário Resultado        | Adversário Resultado        | Posição           |
| ----------------- | ------ | -------------------------------------- | --------------------------- | --------------------------- | ----------------- |
| Jucielen Romeu    | –57 kg | Keyling Vanessa Reyes (NCA) V KO       | Yarisel Ramirez (USA) V 5–0 | Leonela Sanchez (ARG) D 1–4 | Medalha de prata  |
| Beatriz Ferreira  | –60 kg | Esperanza Ipanaque (PER) V 5–0         | Rashida Ellis (USA) V 3–2   | Dayana Sanchez (ARG) V 5–0  | Medalha de ouro   |
| Flávia Figueiredo | –75 kg | Fredly Gabriela Guitierrez (NCA) V 5–0 | Naomi Graham (USA) D 2–3    | Não avançou                 | Medalha de bronze |

## Canoagem

### Slalom
O Brasil classificou um total de quatro canoístas para o slalom (dois homens e duas mulheres).
| Atleta          | Evento                       | Fase preliminar | Fase preliminar | Fase preliminar | Semifinal | Semifinal | Final  | Final             |
| Atleta          | Evento                       | Descida 1       | Descida 2       | Posição         | Tempo     | Posição   | Tempo  | Posição           |
| --------------- | ---------------------------- | --------------- | --------------- | --------------- | --------- | --------- | ------ | ----------------- |
| Felipe Borges   | C-1 masculino                | 88.94           | 84.79           | 1º Q            | 95.13     | 3º Q      | 91.39  | Medalha de bronze |
| Pedro Gonçalves | K-1 masculino                | 77.52           | 82.77           | 1º Q            | 88.62     | 1º Q      | 85.81  | Medalha de ouro   |
| Pedro Gonçalves | K-1 slalom extremo masculino |                 | —               | 1º Q            |           | 1º Q      |        | Medalha de ouro   |
| Ana Sátila      | C-1 feminino                 | 93.38           | 97.92           | 1º Q            | 96.88     | 1º Q      | 95.35  | Medalha de ouro   |
| Omira Estácia   | K-1 feminino                 | 92.07           | 92.59           | 2º Q            | 97.72     | 2º Q      | 150.74 | 5º                |
| Ana Sátila      | K-1 slalom extremo feminino  |                 | —               | 1º Q            |           | 1º Q      |        | Medalha de ouro   |

### Velocidade
O Brasil classificou dez canoístas de velocidade (seis homens e quatro mulheres).
Masculino
| Atleta                                                            | Evento     | Eliminatória | Eliminatória | Semifinal | Semifinal | Final        | Final             |
| Atleta                                                            | Evento     | Tempo        | Posição      | Tempo     | Posição   | Tempo        | Posição           |
| ----------------------------------------------------------------- | ---------- | ------------ | ------------ | --------- | --------- | ------------ | ----------------- |
| Isaquias Queiroz                                                  | C-1 1000 m | 4:00.985     | 1º           | —         | —         | 3:47.631     | Medalha de ouro   |
| Isaquias Queiroz Erlon Silva                                      | C-2 1000 m | —            | —            | —         | —         | Não terminou | Não terminou      |
| Edson Silva                                                       | K-1 200 m  | 36.189       | 2º           | —         | —         | 36.946       | 4º                |
| Vagner Souta                                                      | K-1 1000 m | 3:41.095     | 3º           | —         | —         | 3:35.960     | Medalha de bronze |
| Edson Silva Vagner Souta                                          | K-2 1000 m | 3:26.081     | 4º           | 3:30.467  | 2º        | 3:24.309     | 6º                |
| Edson Silva Patrick Faustino Pedro Henrique da Costa Vagner Souta | K-4 500 m  | —            | —            | —         | —         | 1:25.436     | 6º                |

Feminino
| Atleta                       | Evento    | Eliminatória | Eliminatória | Semifinal | Semifinal | Final    | Final             |
| Atleta                       | Evento    | Tempo        | Posição      | Tempo     | Posição   | Tempo    | Posição           |
| ---------------------------- | --------- | ------------ | ------------ | --------- | --------- | -------- | ----------------- |
| Valdenice Conceição          | C-1 200 m | 46.715       | 2º           | —         | —         | 48.054   | 4º                |
| Andrea Oliveira Angela Silva | C-2 500 m | —            | —            | —         | —         | 2:08.178 | 4º                |
| Ana Paula Vergutz            | K-1 200 m | 42.711       | 4º           | 40.746    | 2º        | 44.361   | 4º                |
| Ana Paula Vergutz            | K-1 500 m | 1:57.295     | 1º           | —         | —         | 1:54.294 | Medalha de bronze |

Legenda de classificação: QF – Classificado à final; SF – Classificado à semifinal

## Caratê
O Brasil classificou uma equipe de 15 caratecas (sete homens e oito mulheres).
Kumite
| Atleta             | Evento           | Fase de grupos        | Fase de grupos        | Fase de grupos        | Fase de grupos | Semifinal             | Final                | Final             |
| Atleta             | Evento           | Adversário Resultado  | Adversário Resultado  | Adversário Resultado  | Posição        | Adversário Resultado  | Adversário Resultado | Posição           |
| ------------------ | ---------------- | --------------------- | --------------------- | --------------------- | -------------- | --------------------- | -------------------- | ----------------- |
| Douglas Brose      | −60 kg masculino | Rendon (COL) E 0–0    | Farah (ARG) V 1–0     | Larrosa (URU) E 1–1   | 2º Q           | Martinez (VEN) V 8–4  | Lavín (CHI) D 0–2    | Medalha de prata  |
| Vinicius Figueira  | −67 kg masculino | Ferreras (DOM) V 6–0  | Lindelauf (ARU) V 8–0 | Rodríguez (MEX) V 1–0 | 1º Q           | Velozo (CHI) D 4–7    | Não avançou          | Medalha de bronze |
| Hernani Veríssimo  | −75 kg masculino | Scott (USA) D 1–4     | Landazuri (COL) V 2–0 | Valdivia (PER) V 7–0  | 2º Q           | Maldonado (GUA) V 4–2 | Scott (USA) D 1–2    | Medalha de prata  |
| Jessica Linhares   | −50 kg feminino  | Rodríguez (PER) V 5–3 | Benítez (ARG) V 6–0   | Nishi (USA) D 0–1     | 2º Q           | Hernández (MEX) D 1–2 | Não avançou          | Medalha de bronze |
| Valéria Kumizaki   | −55 kg feminino  | Borzelli (PAN) V 1–0  | Flores (MEX) D 0–1    | Aros (CHI) E 0–0      | 2º Q           | Torres (CUB) V 3–0    | Campbell (CAN) V 4–1 | Medalha de ouro   |
| Érica Carla Santos | −61 kg feminino  | Sequera (VEN) E 0–0   | Grande (PER) V 3–0    | Factos (ECU) D 0–5    | 3º             | Não avançou           | Não avançou          | Não avançou       |
| Gabrielle Sepe     | −68 kg feminino  | Murphy (USA) D 0–1    | Cuervo (VEN) D 1–6    | Mosquera (COL) D 1–7  | 4º             | Não avançou           | Não avançou          | Não avançou       |

Kata
| Atleta                                                 | Evento               | Fase de grupos 1 | Fase de grupos 1 | Fase de grupos 2 | Fase de grupos 2 | Final / MB                                    | Final / MB        |
| Atleta                                                 | Evento               | Resultado        | Posição          | Resultado        | Posição          | Adversário Resultado                          | Posição           |
| ------------------------------------------------------ | -------------------- | ---------------- | ---------------- | ---------------- | ---------------- | --------------------------------------------- | ----------------- |
| Williames Souza                                        | Individual masculino | 22.26            | 4º               | Não avançou      | Não avançou      | Não avançou                                   | Não avançou       |
| Nicole Mota                                            | Individual feminino  | 23.32            | 3º Q             | 24.14            | 3º               | Aranda (PER) L 24.68–24.86                    | 5º                |
| Guilherme Augusto da Silva Lucas Silva Victor Yonamine | Equipes masculino    | 23.86            | 2º Q             | —                | —                | Hernandez / Lira / Sanchez (NCA) V 24.42–0.00 | Medalha de bronze |
| Carolaini Zefino Izabel Vieira Sabrina Zefino          | Equipes feminino     | 23.00            | 2º Q             | —                | —                | Pachon / Moreno / Muñoz (COL) V 24.06–23.74   | Medalha de bronze |

## Ciclismo
O Brasil classificou 16 ciclistas (10 homens e 6 mulheres). A equipe foi nomeada oficialmente em 4 de junho de 2019.

### BMX
Estilo livre
| Atleta           | Evento    | Classificação | Classificação | Final  | Final   |
| Atleta           | Evento    | Pontos        | Posição       | Pontos | Posição |
| ---------------- | --------- | ------------- | ------------- | ------ | ------- |
| Cauan Nascimento | Masculino | 64.33         | 7º            | 73.67  | 6º      |
| Derlayne Roque   | Feminino  | 51.67         | 7º            | 48.00  | 7º      |

Corrida
| Atleta                  | Evento    | Fase de ranqueamento | Fase de ranqueamento | Quartas-de-final | Quartas-de-final | Semifinal | Semifinal | Final  | Final            |
| Atleta                  | Evento    | Tempo                | Posição              | Pontos           | Posição          | Pontos    | Posição   | Tempo  | Posição          |
| ----------------------- | --------- | -------------------- | -------------------- | ---------------- | ---------------- | --------- | --------- | ------ | ---------------- |
| Renato Rezende          | Masculino | 33.698               | 7º                   | 5                | 2º Q             | 9         | 3º Q      | 32.957 | 4                |
| Anderson de Souza Filho | Masculino | 33.588               | 4º                   | 7                | 2º Q             | 10        | 4º Q      | 32.493 | Medalha de prata |
| Priscilla Carnaval      | Feminino  | 38.770               | 4º                   | —                | —                | 6         | 2º Q      | 38.122 | 4º               |
| Paola Reis              | Feminino  | 38.367               | 2º                   | —                | —                | 5         | 1º Q      | 37.583 | Medalha de prata |

### Mountain bike
| Atleta                     | Evento                  | Tempo   | Posição           |
| -------------------------- | ----------------------- | ------- | ----------------- |
| Henrique Avancini          | Cross-country masculino | 1:27:08 | Medalha de prata  |
| Guilherme Gotardelo Muller | Cross-country masculino | 1:30:36 | 5º                |
| Jaqueline Mourão           | Cross-country feminino  | 1:31:12 | Medalha de bronze |

### Estrada
| Atleta                | Evento                       | Final        | Final            |
| Atleta                | Evento                       | Tempo        | Posição          |
| --------------------- | ---------------------------- | ------------ | ---------------- |
| Magno Nazaret         | Corrida em estrada masculina | Não terminou | Não terminou     |
| Rodrigo do Nascimento | Corrida em estrada masculina | 4:09:19      | 27º              |
| Magno Nazaret         | Contra o relógio masculino   | 46:17.44     | Medalha de prata |
| Rodrigo do Nascimento | Contra o relógio masculino   | 48:49.65     | 13º              |

### Pista
Velocidade
| Atleta                                            | Evento               | Classificação | Classificação | Oitavas-de-final | Repescagem 1                        | Quartas-de-final     | Semifinais           | Final                                                                  | Final       |
| Atleta                                            | Evento               | Tempo         | Posição       | Adversário Tempo | Adversário Tempo                    | Adversário Resultado | Adversário Resultado | Adversário Resultado                                                   | Posição     |
| ------------------------------------------------- | -------------------- | ------------- | ------------- | ---------------- | ----------------------------------- | -------------------- | -------------------- | ---------------------------------------------------------------------- | ----------- |
| Flavio Cipriano                                   | Individual masculino | 10.546        | 13º           | Não avançou      | Não avançou                         | Não avançou          | Não avançou          | Não avançou                                                            | Não avançou |
| Kacio Freitas                                     | Individual masculino | 10.226        | 7º Q          | Canelón (VEN) D  | Wammes (CAN) Sanchez (VEN) 1º lugar | Paul (TTO) D         | Não avançou          | Disputa pelo 5º-8º lugar Tjon En Fa (SUR) Ramírez (COL) Bottasso (ARG) | 5º DSQ [a]  |
| João Vitor da Silva Flavio Cipriano Kacio Freitas | Equipe masculina     | 45.279        | 3º QB         | —                | —                                   | —                    | —                    | Disputa pelo bronze Osuna (MEX) Landa (MEX) Teran (MEX) V              | DSQ [a]     |

- a Kacio Fonseca, do Brasil, foi desclassificado por violação de doping. [15]

Keirin
| Atleta        | Evento    | Eliminatórias | Repescagem | Final   |
| Atleta        | Evento    | Posição       | Posição    | Posição |
| ------------- | --------- | ------------- | ---------- | ------- |
| Kacio Freitas | Masculino | 3º R          | 3º FB      | DSQ     |

Madison
| Atleta                           | Evento   | Pontos | Posição |
| -------------------------------- | -------- | ------ | ------- |
| Daniela Lionço Wellyda Rodrigues | Feminino | 11     | 5º      |

Omnium
| Atleta            | Evento   | Corrida de scratch | Corrida de scratch | Corrida por tempo | Corrida por tempo | Corrida de eliminação | Corrida de eliminação | Corrida por pontos | Corrida por pontos | Total  | Total   |
| Atleta            | Evento   | Posição            | Pontos             | Pontos            | Posição           | Posição               | Pontos                | Pontos             | Posição            | Pontos | Posição |
| ----------------- | -------- | ------------------ | ------------------ | ----------------- | ----------------- | --------------------- | --------------------- | ------------------ | ------------------ | ------ | ------- |
| Wellyda Rodrigues | Feminino | 7º                 | 28                 | 16                | 13º               | 16º                   | 28                    | 2                  | 8º                 | 74     | 10º     |

## Esgrima
O Brasil classificou uma equipe de 15 esgrimistas (nove homens e seis mulheres).
A equipe foi anunciada oficialmente em 5 de junho de 2019.
Masculino
| Atleta                                             | Evento              | Fase de grupos | Fase de grupos | Oitavas-de-final          | Quartas-de-final       | Semifinal            | Final / MB                   | Final / MB       |
| Atleta                                             | Evento              | Resultado      | Posição        | Adversário Resultado      | Adversário Resultado   | Adversário Resultado | Adversário Resultado         | Posição          |
| -------------------------------------------------- | ------------------- | -------------- | -------------- | ------------------------- | ---------------------- | -------------------- | ---------------------------- | ---------------- |
| Athos Schwantes                                    | Espada individual   | 3V-2D          | 9º             | Dominguez (ARG) V 15 – 10 | Limardo (VEN) D 4 – 15 | Não avançou          | Não avançou                  | Não avançou      |
| Nicolas Ferreira                                   | Espada individual   | 2V-3D          | 14º            | Limardo (VEN) D 11 – 15   | Não avançou            | Não avançou          | Não avançou                  | Não avançou      |
| Athos Schwantes Nicolas Ferreira Alexandre Camargo | Espada por equipes  | —              | —              | —                         | Cuba (CUB) D 37–45     | Peru (PER) V 45–27   | México (MEX) V 45–33         | 5º               |
| Guilherme Toldo                                    | Florete individual  | 3V-2D          | 7º             | Alarcón (CHI) D 12 – 15   | Não avançou            | Não avançou          | Não avançou                  | Não avançou      |
| Heitor Shimbo                                      | Florete individual  | 3V-2D          | 8º             | Servello (ARG) D 7 – 15   | Não avançou            | Não avançou          | Não avançou                  | Não avançou      |
| Guilherme Toldo Heitor Shimbo Henrique Marques     | Florete por equipes | —              | —              | —                         | México (MEX) V 45–31   | Canadá (CAN) V 45–43 | Estados Unidos (USA) D 23–45 | Medalha de prata |
| Bruno Pekelman                                     | Sabre individual    | 3V-2D          | 7º             | Gordon (CAN) D 10 – 15    | Não avançou            | Não avançou          | Não avançou                  | Não avançou      |
| Enzo Bergamo                                       | Sabre individual    | 0V-5D          | 16º            | Não avançou               | Não avançou            | Não avançou          | Não avançou                  | Não avançou      |
| Bruno Pekelman Enzo Bergamo Henrique Garrigos      | Sabre por equipes   | —              | —              | —                         | Colômbia (COL) D 37–45 | Peru (PER) V 45–27   | Argentina (ARG) D 25–45      | 6º               |

Feminino
| Atleta                                                  | Evento              | Fase de grupos | Fase de grupos | Oitavas-de-final           | Quartas-de-final       | Semifinal             | Final / MB              | Final / MB        |
| Atleta                                                  | Evento              | Resultado      | Posição        | Adversário Resultado       | Adversário Resultado   | Adversário Resultado  | Adversário Resultado    | Posição           |
| ------------------------------------------------------- | ------------------- | -------------- | -------------- | -------------------------- | ---------------------- | --------------------- | ----------------------- | ----------------- |
| Nathalie Moellhausen                                    | Espada individual   | 4V-1D          | 3º             | Netto (BRA) V 15 – 9       | Mendoza (CUB) V 15 – 5 | Holmes (USA) D 9 – 15 | Não avançou             | Medalha de bronze |
| Amanda Netto Simeão                                     | Espada individual   | 1V-4D          | 14º            | Moellhausen (BRA) L 9 – 15 | Não avançou            | Não avançou           | Não avançou             | Não avançou       |
| Nathalie Moellhausen Victoria Vizeu Amanda Netto Simeão | Espada por equipes  | —              | —              | —                          | México (MEX) V 45–31   | Cuba (CUB) D 37–45    | Venezuela (VEN) D 37–45 | 4º                |
| Bia Bulcão                                              | Florete individual  | 2V-3D          | 12º            | Gil (PER) V 15 – 13        | Michel (MEX) V 15 – 13 | Kiefer (USA) D 3 – 15 | Não avançou             | Medalha de bronze |
| Gabriela Cécchini                                       | Florete individual  | 2V-3D          | 11º            | Dubrovich (USA) W 15 – 13  | Guo (CAN) L 6 – 15     | Não avançou           | Não avançou             | Não avançou       |
| Bia Bulcão Gabriela Cécchini Mariana Pistoia            | Florete por equipes | —              | —              | —                          | México (MEX) D 34–45   | Peru (PER) V 45–16    | Cuba (CUB) V 45–28      | 5º                |

## Esqui aquático
O Brasil classificou quatro atletas (dois homens e duas mulheres).
Esqui aquático
Masculino
| Atleta         | Evento | Preliminares  | Preliminares | Final       | Final       | Final       | Final       | Final       |
| Atleta         | Evento | Total         | Posição      | Slalom      | Rampa       | Truques     | Total       | Posição     |
| -------------- | ------ | ------------- | ------------ | ----------- | ----------- | ----------- | ----------- | ----------- |
| Felipe Simioni | Slalom | 5.00/58/12.00 | 15º          | Não avançou | Não avançou | Não avançou | Não avançou | Não avançou |

Feminino
| Atleta         | Evento | Preliminares  | Preliminares | Final       | Final       | Final       | Final       | Final       |
| Atleta         | Evento | Total         | Posição      | Slalom      | Rampa       | Truques     | Total       | Posição     |
| -------------- | ------ | ------------- | ------------ | ----------- | ----------- | ----------- | ----------- | ----------- |
| Tamires Aguiar | Slalom | 4.50/55/18.25 | 13º          | Não avançou | Não avançou | Não avançou | Não avançou | Não avançou |

Wakeboard
| Atleta              | Evento              | Semifinal | Semifinal | Repescagem | Repescagem | Final | Final             |
| Atleta              | Evento              | Total     | Posição   | Total      | Posição    | Total | Posição           |
| ------------------- | ------------------- | --------- | --------- | ---------- | ---------- | ----- | ----------------- |
| Marcelo Giardi      | Wakeboard masculino | 54.33     | 3º R      | 61.33      | 2º Q       | 40.78 | 6º                |
| Mariana Nep Ribeiro | Wakeboard feminino  | 52.45     | 2º Q      | —          | —          | 62.22 | Medalha de bronze |

## Fisiculturismo
O Brasil classificou uma equipe completa de dois fisiculturistas (um homem e uma mulher).
| Atleta               | Evento                            | Pré-julgamento | Pré-julgamento | Final       | Final       |
| Atleta               | Evento                            | Pontos         | Posição        | Pontos      | Posição     |
| -------------------- | --------------------------------- | -------------- | -------------- | ----------- | ----------- |
| Juscelino Nascimento | Fisiculturismo clássico masculino | —              | —              | Não avançou | Não avançou |
| Carla Ghislen        | Fitness feminino                  | —              | —              | Não avançou | Não avançou |

- Não houve resultados na fase de pré-julgamento, com apenas os seis melhores avançando.

## Ginástica artística
Qualificatórias individuais e finais por equipes
| Atleta                   | Aparelho | Aparelho | Aparelho | Aparelho | Aparelho | Aparelho | Aparelho | Aparelho | Aparelho | Aparelho | Aparelho | Aparelho | Nota geral | Pos. |
| Atleta                   | FX       | FX       | PH       | PH       | SR       | SR       | VT       | VT       | PB       | PB       | HB       | HB       | Nota geral | Pos. |
| Atleta                   | Nota     | Pos.     | Nota     | Pos.     | Nota     | Pos.     | Nota     | Pos.     | Nota     | Pos.     | Nota     | Pos.     | Nota geral | Pos. |
| ------------------------ | -------- | -------- | -------- | -------- | -------- | -------- | -------- | -------- | -------- | -------- | -------- | -------- | ---------- | ---- |
| Arthur Nory              | 13.750   | 5º Q     | 12.250   | 21º      | 13.250   | 14º      | 14.250   |          | 14.300   | 5º Q     | 14.400   | 1º Q     | 82.200     | 1º Q |
| Arthur Zanetti           | 13.650   | 7º Q     | -        | -        | 15.000   | 1º Q     | 14.200   |          | -        | -        | -        | -        | 42.850     |      |
| Caio Souza               | 12.700   | 28º      | 11.800   | 26º      | 13.800   | 8º Q     | 14.550   |          | 14.850   | 1º Q     | 13.850   | 3º       | 81.550     | 5º Q |
| Francisco Barreto Júnior | -        | -        | 13.950   | 5º Q     | -        | -        | -        | -        | 14.000   | 8º       | 14.050   | 2º Q     | 42.600     |      |
| Luís Guilherme Porto     | 13.450   | 15º      | 12.550   | 16º      | 13.000   | 19º      | 14.300   | 3º Q     | 13.050   | 22º      | 11.500   | 42º      | 77.850     |      |
|                          |          |          |          |          |          |          |          |          |          |          |          |          |            |      |
| Equipe masculina         | 40.850   | 40.850   | 38.750   | 38.750   | 42.050   | 42.050   | 43.100   | 43.100   | 43.150   | 43.150   | 42.300   | 42.300   | 250.450    |      |

| Carolyne Pedro   | 13.450 |        | 13.150 | 8º Q   | 11.950 | 19º    | 12.800 | 16º    | 51.350  | 10º  |  |  |  |  |
| Flavia Saraiva   | 14.500 |        | 12.800 | 14º    | 12.900 | 8º Q   | 13.800 | 3º Q   | 54.000  | 5º Q |  |  |  |  |
| Jade Barbosa     | -      | -      | -      | -      | -      | -      | -      | -      | -       |      |  |  |  |  |
| Lorrane Oliveira | -      | -      | 14.000 | 5º Q   | -      | -      | -      | -      | 14.000  |      |  |  |  |  |
| Thais Fidelis    | 13.550 |        | 12.950 | 11º    | 12.200 | 16º    | 13.300 | 7º Q   | 52.000  | 7º Q |  |  |  |  |
|                  |        |        |        |        |        |        |        |        |         |      |  |  |  |  |
| Equipe feminina  | 41.500 | 41.500 | 40.100 | 40.100 | 37.050 | 37.050 | 39.900 | 39.900 | 158.550 |      |  |  |  |  |

| Atleta               | Prova              | Qual.  | Qual. | Final  | Final |
| Atleta               | Prova              | Nota   | Pos.  | Nota   | Pos.  |
| -------------------- | ------------------ | ------ | ----- | ------ | ----- |
| Arthur Nory          | Individual geral   | 82.200 | 1º    | 82.950 |       |
| Arthur Nory          | Solo               | 13.750 | 5º    | 13.966 | 4º    |
| Arthur Nory          | Barra Fixa         | 14.300 | 5º    | 14.533 |       |
| Arthur Zanetti       | Solo               | 13.650 | 7º    | 13.733 | 7º    |
| Arthur Zanetti       | Argolas            | 15.000 | 1º    | 14.400 |       |
| Caio Souza           | Individual geral   | 81.550 | 5º    | 83.500 |       |
| Caio Souza           | Argolas            | 13.800 | 8º    | 14.066 | 4º    |
| Caio Souza           | Barras Paralelas   | 14.850 | 1º    | 14.366 |       |
| Francisco Barreto    | Cavalo com alças   | 13.950 | 5º    | 13.533 |       |
| Francisco Barreto    | Barras paralelas   | 14.000 | 8º    | 13.033 | 8º    |
| Francisco Barreto    | Barra fixa         | 14.050 | 2º    | 14.566 |       |
| Luís Guilherme Porto | Salto sobre a mesa | 14.300 | 3º    | 13.650 | 7º    |

| Atleta           | Prova               | Qual.  | Qual. | Final  | Final |
| Atleta           | Prova               | Nota   | Pos.  | Nota   | Pos.  |
| ---------------- | ------------------- | ------ | ----- | ------ | ----- |
| Carolyne Pedro   | Barras assimétricas | 13.150 | 8º    | 12.766 | 7º    |
| Flávia Saraiva   | Individual geral    | 54.000 | 5º    | 54.350 |       |
| Flávia Saraiva   | Trave de equilíbrio | 12.900 | 8º    | 12.300 | 5º    |
| Flávia Saraiva   | Solo                | 13.800 | 3º    | 13.766 |       |
| Lorrane Oliveira | Barras assimétricas | 14.000 | 5º    | 13.833 | 4º    |
| Thais Fidelis    | Salto               | 52.000 | 7º    | 52.700 | 6º    |
| Thais Fidelis    | Barras assimétricas | 13.300 | 7º    | 12.966 | 7º    |